# Зоран Поповски
Зоран Поповски е политик и биолог от Северна Македония.

## Биография
Зоран Поповски учи основно училище и гимназия в Скопие и завършва биология в Природо-математическия факултет на Скопския университет. Магистър и доктор по биохимия, със специалност молекулярна биология. От 1992 г. е асистент, доцент и професор във Факултета за земеделски науки и храна на същия университет.
Зоран Поповски е политически ангажиран като активист на македонския комсомол (Съюз на социалистическата младеж на Македония), а през 1988 – 1990 е член на неговото ръководство и член на Съвета за народна отбрана на СРМ. През 1989 г. завършва Висш курс по международни отношения към Центъра за стратегически изследвания в Белград.
През 2002 – 2006 г. в коалиционните правителства на СДСМ Зоран Поповски е главен секретар (държавен секретар) на Министерството за образование и наука. През 2012 – 2013 ръководи Съвета на образование и наука към опозиционната СДСМ.
Поповски е близък до левия политик Стевче Якимовски и през 2013 г. го подкрепя при разрива му с Бранко Цървенковски и СДСМ. На местните избори през 2013 г. поддържа избора на Якимовски за кмет на община Карпош в Скопие, а самият Поповски става общински съветник в нея от листата на Сръбската прогресивна партия. Член-основател на Гражданската опция за Македония (ГРОМ).
Зоран Поповски участва в президентските избори през 2014 като кандидат на ГРОМ и получава 3,61% от гласовете.